# Делень (комуна, Васлуй)
Делень, Делені (рум. Deleni) — комуна у повіті Васлуй в Румунії. До складу комуни входять такі села (дані про населення за 2002 рік):
- Булбоака (433 особи)
- Делень (1875 осіб)
- Зізінка (282 особи)
- Морень (47 осіб)

Комуна розташована на відстані 266 км на північний схід від Бухареста, 12 км на південь від Васлуя, 70 км на південь від Ясс, 124 км на північ від Галаца.

## Населення
За даними перепису населення 2002 року у комуні проживали 2637 осіб, усі — румуни. Усі жителі комуни рідною мовою назвали румунську.
Склад населення комуни за віросповіданням:
| Релігія       | Кількість осіб | Відсоток |
| ------------- | -------------- | -------- |
| православні   | 2540           | 96,3%    |
| бретрени      | 79             | 3,0%     |
| баптисти      | 10             | 0,4%     |
| адвентисти    | 7              | 0,3%     |
| римо-католики | 1              | < 0,1%   |

## Зовнішні посилання
- Дані про комуну Делень на сайті Ghidul Primăriilor [Архівовано 5 травня 2009 у Wayback Machine.]